# 158
158 (сто петдесет и осма) година по юлианския календар е невисокосна година, започваща в събота. Това е 158-а година от новата ера, 158-а година от първото хилядолетие, 58-а година от 2 век, 8-а година от 6-о десетилетие на 2 век, 9-а година от 150-те години. В Рим е наричана Година на консулството на Тертул и Сакердот (или по-рядко – 911 Ab urbe condita, „911-а година от основаването на града“).

## Събития
- Консули в Рим са Секст Сулпиций Тертул и Квинт Тиней Сакердот.